# Avocats de Saint-Pierre
La société des Avocats de Saint-Pierre (Avvocati di San Pietro en italien), fondée à Rome en 1877 et supprimée en 1909, était une œuvre catholique internationale formée pour défendre les intérêts de la papauté.

## Histoire

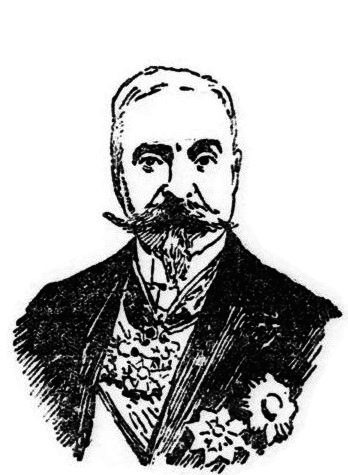
, commandeur de l'ordre

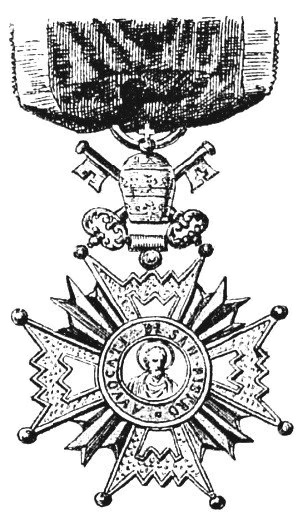
« Ordre des Avocats de Saint-Pierre » (gravure de 1899)

### Formation et organisation
Dans les années 1870, les débats liés à la question romaine et à la laïcisation de plusieurs États poussent les partisans du pape à organiser des groupes de juristes et d'orateurs capables de défendre les intérêts de la papauté et de l’Église catholique. C'est notamment l'objet de la société privée des Avocats de Saint-Pierre, fondée en 1877 et présidée par le comte Gaetano Agnelli dei Malherbi, commandeur de l'Ordre équestre du Saint-Sépulcre de Jérusalem. Accueillie favorablement par le pape Pie IX, elle est officiellement reconnue par Léon XIII dans un bref daté du 5 juillet 1878. Le cardinal Parocchi, vicaire général du souverain pontife, est bientôt nommé protecteur de l’œuvre. À sa mort, en 1903, il est remplacé par le cardinal Respighi.
Basée à Rome, la société publie ses annales et essaime dans plusieurs pays, où elle est représentée par différents « collèges » puis « conseils centraux ». Initialement réservée aux avocats, avoués et docteurs en droit, elle s'ouvre progressivement à des notables catholiques en dehors des seules professions juridiques et compte environ 3 000 membres actifs dès les années 1880.
En septembre 1892, après la mort d'Agnelli dei Malherbi, la présidence générale est confiée à un voyageur de commerce français, Marius-Pierre Lautier, dit « Lautier de Baudouin ».

### Organisation en France
En 1884, le président général Agnelli dei Malherbi adresse une lettre aux évêques de France pour leur demander d'instaurer des comités locaux de l’œuvre. Dès l'année suivante, différents congrès et réunions sont organisés à travers le pays (à Rennes et Lyon en 1885, à Bourges en 1886...). Ce développement est notamment dû à Pierre Lautier. Admis dans l'association en 1880, il en a été nommé « promoteur général » pour la France deux ans plus tard avant de devenir président général en 1892. Ces services lui valent d'être nommé camérier de cape et d'épée par un billet de la secrétairerie d’État du pape en 1893.
Estimés à environ 10 000 membres en 1898, les « avocats » français sont placés sous la direction d'un conseil central. Celui-ci est présidé à partir de 1895 par Féry d'Esclands, avec l'homme politique Georges Berry pour vice-président dès 1893. Les sociétaires français organisent des œuvres de bienfaisance et patronnent notamment le clinique de Saint-Sulpice, établie au no 46 de la rue Madame, où les pauvres bénéficient gratuitement des soins prodigués par le docteur Hacks. Au début du mois de juillet, les « avocats » célèbrent religieusement leur fête patronale sous la présidence de Monseigneur de l'Escaille, la messe étant souvent suivie d'un banquet présidé par Monseigneur Biet. Le Rosier de Marie, remplacé plus tard par L’Écho de Rome, est leur organe officiel.
En 1900, la présidence d'honneur est décernée à Pierre IV Geraigiry, patriarche melkite d'Antioche, lors de sa visite à Paris.

### Scandale et abolition (1905-1909)
La section française de la société est qualifiée d'« Ordre des Avocats de Saint-Pierre », ce qui a entraîné des malentendus quant à l'existence d'un ordre honorifique institué sous ce nom par le Saint-Siège, d'autant plus qu'un insigne ressemblant à une médaille a été créé par le « commandeur » Lautier. Ce dernier est donc suspecté, dès 1894, de se livrer à un véritable trafic de décorations,. Informé de ces bruits, le cardinal Parocchi suspend l’expédition des diplômes d'admission entre janvier 1896 et février 1896,, avant de faire ajourner sine die le congrès que la société devait tenir à Rome en mars 1898. 
Le scandale éclate finalement en 1905, à la suite de plaintes contre l'abbé Raynaud-Wolda, aumônier de la prison militaire de Marseille, qui avouera avoir vendu de nombreuses médailles de l'« ordre » et même des titres de noblesse fantaisistes. Les enquêteurs marseillais suspectant une complicité avec Lautier, les deux hommes sont arrêtés en février. Également reconnu coupable d'un autre détournement, Raynaud-Wolda est condamné le 26 juin à six mois de prison pour escroquerie et abus de confiance. Lautier, auquel on reproche surtout la diffusion d'un ordre étranger considéré comme illégal (car non décerné par une puissance souveraine), est seulement condamné à quatre mois avec sursis, la procédure ayant révélé que l'abbé avait en partie agi à son insu. Il conserve ainsi ses fonctions l'année suivante.
Le scandale français entraîne l'abolition de l'œuvre en 1909 : contenue dans un motu proprio de Pie X daté du 26 mai, la décision est publiée dans les Acta Apostolicæ Sedis, journal officiel du Vatican, puis reprise par L'Osservatore romano et plusieurs autres titres italiens,,.